# Nikos Nikoltsudis
Nikos Nikoltsudis –en griego, Νίκος Νικολτσούδης– es un deportista griego que compitió en vela en la clase Laser. Ganó una medalla de bronce en el Campeonato Europeo de Laser de 1991.

## Palmarés internacional
| \| Campeonato Europeo \| Campeonato Europeo \| Campeonato Europeo \| Campeonato Europeo \| \| Año \| Lugar \| Medalla \| Clase \| \| ------------------ \| ------------------ \| ------------------ \| ------------------ \| \| 1991 \| El Masnou (España) \| Medalla de bronce \| Laser \| |                    |                   |       |
| Campeonato Europeo |                    |                   |       |
| Año | Lugar              | Medalla           | Clase |
| 1991 | El Masnou (España) | Medalla de bronce | Laser |